# Josephiner vom hl. Leonardo Murialdo

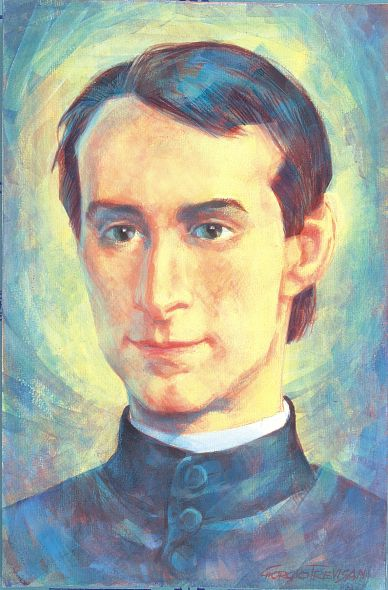
Gemälde von Leonhard Murialdo

Die Josephiner vom hl. Leonardo Murialdo (lat.: Congregatio Sancti Josefi, Ordenskürzel CSJ) sind eine klerikale Ordensgemeinschaft in der römisch-katholischen Kirche. Sie wurde 1873 in Turin von Leonardo Murialdo gegründet.

## Ordensgründung
Mit der Ordensgründung beabsichtigte Murialdo, die karitative Arbeit zu vertiefen und in der Gesellschaft zu verbreiten. Als Vorbild übernahm er das Leben des heiligen Joseph von Nazareth, welches durch Gehorsam geprägt war. Der Gründer beabsichtigte, das Leben nach dem Evangelium zu verbreiten und predigte die Lebensführung im Geiste der Demut und Nächstenliebe. Er widmete sich der Ausbildung von Jugendlichen und wollte damit seinem Vorbild Joseph nacheifern, der das Jesuskind erzogen hatte.
An der Gründungsfeier nahmen neben Leonardo Murialdo, der gleichzeitig zum Generalsuperior gewählt wurde, fünf weitere Priester teil, die durch den Turiner Erzbischof Lorenzo Gastaldi in die Ordensgemeinschaft aufgenommen wurden. Der neuen Kongregation wurde der Name „Kongregation vom hl. Joseph“ verliehen.

## Aktivitäten
Neben Italien ist die Kongregation weltweit in Albanien, Argentinien, Brasilien, Chile, Kolumbien, Ecuador, Guinea-Bissau, Indien, Mexiko, Rumänien, Sierra Leone, Spanien und den  USA mit Schuleinrichtungen, Missionsstationen und Niederlassungen vertreten. Der Orden errichtet und betreut mehrere Schulen, Pfarreien, Missionsstationen, Betreuungseinrichtungen für Arbeiter und leistet Erziehungsarbeit für Jugendliche.

## Organisation
Die Kongregation zählt  (Stand: Dezember 2005) 115 Häuser und Einrichtungen, die von 621 Mitgliedern, von denen 465 Priester sind, betreut werden. Das Generalhaus der Priestergemeinschaft hat seinen Sitz in Rom. Geleitet wird die Kongregation vom Generalsuperior, der sich als Nachfolger Leonardo Murialdo’s versteht, ihm steht ein Generalrat zur Seite:

### Generalpräsidium
- Generalsuperior Tullio Locatelli, Italien
- Generalvikar Nadir Poletto

### Generalrat
- Juan Flores
- Misihadas Govindan
- Salvatore Currò

### Ordensprovinzen
Die Ordensgemeinschaft ist in Ordensprovinzen unterteilt, die jeweils von einem Provinzoberen geleitet wird. Auf den regionalen und überregionalen Versammlungen werden die gemeinsamen Themen und Projekte beraten und beschlossen.

## Generalobere
- Leonardo Murialdo (1873–1900)
- Giulio Costantino (1900–1912)
- Eugenio Reffo (1912–1925)
- Girolamo Apolloni (1925–1931)
- Luigi Casaril (1931–1958)
- Antonio Boschetti (1958–1964)
- Vincenzo Minciacchi (1964–1976)
- Girolamo Zanconato (1976–1982)
- Paolo Mietto (1982–1994)
- Luigi Pierini (1994–2006)
- Mario Aldegani (2006–2018)
- Tullio Locatelli (seit 2018)